# Thanksgiving (Film)
Thanksgiving ist ein US-amerikanischer Slasher-Film von Regisseur Eli Roth, der am 16. November 2023 in die deutschen und am darauffolgenden Tag in die US-Kinos kam. Der Film basiert auf Roths gleichnamigem Fake-Trailer, den er im Jahr 2007 für das Double Feature Grindhouse von Quentin Tarantino und Robert Rodriguez drehte. Die Hauptrollen übernahmen Patrick Dempsey und Nell Verlaque.

## Handlung
In Plymouth, Massachusetts kommt es an Thanksgiving aufgrund des bevorstehenden Black Fridays zu einer Menschenansammlung vor einem örtlichen Kaufhaus. Pünktlich um Mitternacht soll das im Besitz von Thomas Wright befindliche Geschäft seine Türen öffnen, damit die Einwohner von Plymouth frühzeitig mit ihren Weihnachtseinkäufen beginnen können. Wrights Tochter Jessica kann sich mit ein paar Freunden bereits vor Ladenöffnung Zugang zum Kaufhaus verschaffen, wodurch sich die draußen wartende Menschenmenge provoziert fühlt. Es kommt zu chaotischen Ausschreitungen, bei denen das Geschäft gestürmt und geplündert wird. Den gewaltsamen Tumulten fällt neben einem Wachmann und einem Besucher auch Amanda zum Opfer, die Frau des Filialleiters Mitch Collins. Außerdem wird Jessicas Freund Bobby an der Hand verletzt, was ein Ende seiner Karriere als Baseballspieler zur Folge hat.
Ein Jahr später wurden die Vorkommnisse von den Behörden offiziell als Unfall eingestuft, während sich Thomas Wright medienwirksam um Schadensersatz bemühte. Jessica wurde unterdessen von Bobby verlassen, da er sie für die Ereignisse mitverantwortlich machte, und ist nun mit Ryan zusammen. An Thanksgiving wird die Freundesgruppe von einer unter dem Pseudonym „John Carver“ auftretenden Person auf Instagram markiert, die Rache für die Vorkommnisse aus dem Jahr zuvor fordert. Der als Pilger verkleidete Killer tötet so zunächst Lizzie, eine kaufwütige Kellnerin, sowie Manny, den verantwortlichen Sicherheitsmann des Kaufhauses, und zelebriert ihre Tode öffentlich.
Als weitere Beteiligte sterben, sieht sich die Freundesgruppe rund um Jessica zunehmend im Visier von John Carver. Evan und Gabby werden vom maskierten Killer entführt, während Yulia gewaltsam durch eine Kreissäge ums Leben kommt. Da die Polizei rund um Sheriff Eric Newlon keinerlei Anhaltspunkte hat, soll die Wright-Familie am nächsten Tag an der alljährlichen Thanksgiving-Parade teilnehmen, um dem Serienkiller so eine Falle zu stellen. Der Plan misslingt jedoch und auch Thomas, Jessica sowie ihre Stiefmutter Kathleen werden im von John Carver verursachten Chaos entführt. Der Serienkiller drapiert alle seine Opfer um einen gedeckten Thanksgiving-Tisch und möchte sie öffentlich für ihre Taten bezahlen lassen. Während Evan vom Killer erschlagen wird, gelingt Jessica die Flucht.
Während sich Jessica vor dem Serienkiller versteckt, erkennt sie Bobby unter der Maske, der kurze Zeit zuvor nach Plymouth zurückgekehrt ist. Der eintreffende Sheriff Eric Newlon möchte den Jungen stellen, doch Bobby kann im Schusswechsel fliehen. Als Jessica auf der Wache ihre Aussage machen soll, erkennt sie, dass in Wahrheit Eric Newlon unter der Maske von John Carver steckte. Der Sheriff war der Geliebte von Amanda Collins, erwartete mit ihr ein Kind und benutzte den unter Drogen gesetzten Bobby nun, um seine eigene Identität geheim zu halten. Als Newlon Jessica angreifen möchte, wird sie von Bobby gerettet und beiden gelingt die erneute Flucht. Bei dieser entzündet Jessica ein entflammbares Gas, dem Newlon scheinbar zum Opfer fällt. Während Jessica und Bobby mit ihren Freunden Scuba, Gabby und Ryan wiedervereint werden, kann die Feuerwehr keine menschlichen Überreste von Newlon auffinden.

## Produktion

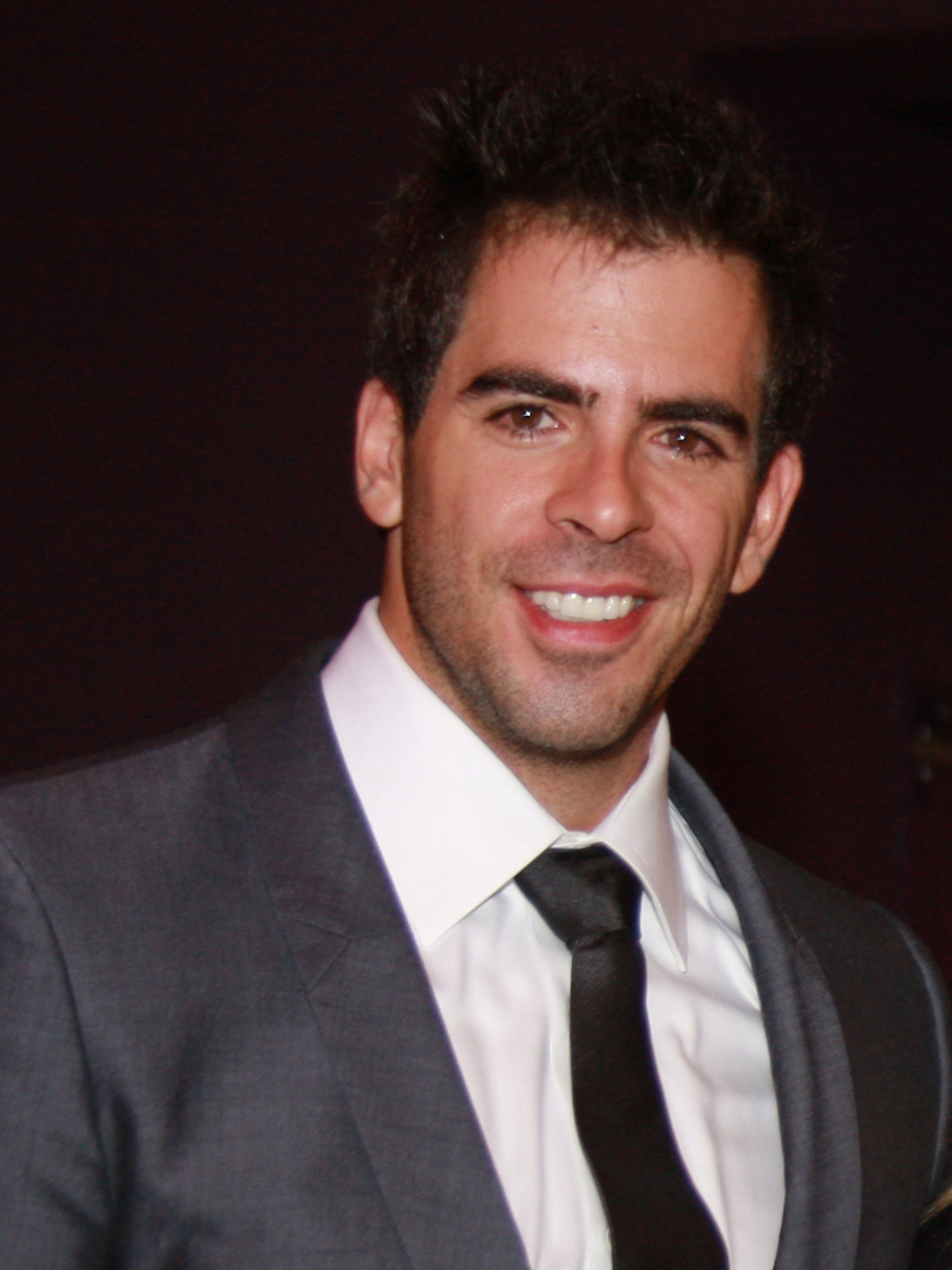
Regisseur Eli Roth

Thanksgiving basiert auf der Kindheitsidee von Eli Roth und Jeff Rendell, einen Slasher-Film mit Bezug zum gleichnamigen amerikanischen Feiertag zu drehen. Aus von beiden entworfenen Tötungsszenen entstand im Jahr 2007 so zunächst der Fake-Trailer Thanksgiving, den Roth für das Double Feature Grindhouse von Quentin Tarantino und Robert Rodriguez drehte. Aufgrund positiver Zuschauerreaktionen bekundete der Regisseur bereits kurz nach der Veröffentlichung, dass er sich eine Spielfilmadaption des Materials durchaus vorstellen könne, doch Roth und Rendell konnten zunächst keine schlüssige Handlung rund um das bereits vorhandene Material konzipieren. Aus diesem Grund wurden im Jahr 2012 Jon Watts und Christopher Ford vorübergehend als neue Autoren verpflichtet, doch Roth zeigte sich mit dem erarbeiteten Material nicht zufrieden. Er wollte selbst wieder mehr Zeit in die Entwicklung investieren, um dem einstigen Trailer gerecht zu werden. Schließlich wurden Black-Friday-Randale als Ausgangspunkt der Handlung genommen.
Eli Roth verantwortete in der Zwischenzeit andere Projekte und führte so auch bei Videospielverfilmung Borderlands Regie. Die Nachdrehs im Januar 2023 übertrug er allerdings an Regisseur Tim Miller, um sich der Vorproduktion von Thanksgiving zu widmen. Dass sich die Umsetzung letztendlich über 15 Jahre in Entwicklung befand, führte Roth neben Schwierigkeiten mit dem Drehbuch auch auf juristische Konflikte und die COVID-19-Pandemie zurück. So mussten er die zwischenzeitlich veräußerten Filmrechte von der Produktionsfirma Dimension Films zurückerwerben. Als Produzenten fungierte neben Roth und Rendell auch Roger Birnbaum für Spyglass Entertainment.
Die Hauptrolle des Sheriffs Eric Newlon wurde im Februar 2023 mit Patrick Dempsey besetzt. Für weitere Figuren des Ensemblefilms, die mehrheitlich dem Serienmörder zum Opfer fallen, suchte Regisseur Roth hingegen nach vornehmlich jüngeren und unbekannteren Darstellern. So übernahmen Jalen Thomas Brooks und Nell Verlaque zwei weitere Hauptrollen, während die Influencerin Addison Rae ihr Kinodebüt gab. Weitere Nebenrollen wurden mit Milo Manheim, Gina Gershon, Rick Hoffman, Tim Dillon, Gabriel Davenport, Tomaso Sanelli und Jenna Warren besetzt.
Die Filmaufnahmen mit Kameramann Milan Chadima begannen Mitte März 2023 in Toronto. Zu den Drehorten in der Provinz Ontario zählte auch das Dorf Waterdown nahe der Großstadt Hamilton. Die Black-Friday-Ausschreitungen wurden über vier Tage mit mehr als 600 Statisten gedreht, ehe die Filmaufnahmen Anfang Mai 2023 abgeschlossen wurden. Für die finale Schnittfassung wurden letztendlich nicht alle Szenen aus dem zugrundeliegenden Fake-Trailer verwendet, da Roth nicht wollte, dass sich einzelne Szenen erzwungen anfühlen. Die Filmmusik komponierte Brandon Roberts.
Den internationalen Filmverleih übernahm TriStar Pictures. Ein erster Teaser wurde am 7. September 2023 veröffentlicht, ehe der Trailer am 4. Oktober 2023 erschien. Die Weltpremiere erfolgte am 14. November 2023 in Quentin Tarantinos Vista Theatre in Los Angeles. Zwei Tage später kam Thanksgiving in die deutschen Kinos, ehe er am 17. November 2023 auch in den Vereinigten Staaten anlief. Der Heimkinostart erfolgte in Nordamerika am 30. Januar 2024. In Deutschland erfolgte eine digitale Veröffentlichung nach Verzögerungen hingegen erst Ende März 2024, da die FSK dem Film für den strenger regulierten Heimkinobereich zunächst die Freigabe verweigert hatte.

## Synchronisation
Die deutschsprachige Synchronisation entstand nach einem Dialogbuch und unter der Dialogregie von Sven Hasper bei FFS Film- & Fernseh-Synchron.
| Rolle               | Darsteller          | Synchronsprecher       |
| ------------------- | ------------------- | ---------------------- |
| Sheriff Eric Newlon | Patrick Dempsey     | Boris Tessmann         |
| Jessica Wright      | Nell Verlaque       | Victoria Frenz         |
| Thomas Wright       | Rick Hoffman        | Florian Krüger-Shantin |
| Amanda              | Gina Gershon        | Anke Reitzenstein      |
| Bobby               | Jalen Thomas Brooks | Tim Schwarzmaier       |
| Ryan                | Milo Manheim        | Karim El Kammouchi     |
| Gabriela „Gabby“    | Addison Rae         | Amelie Plaas-Link      |
| Evan                | Tomaso Sanelli      | Sebastian Kluckert     |
| Scuba               | Gabriel Davenport   | Amadeus Strobl         |
| Yulia               | Jenna Warren        | Mascha Raykhman        |
| Kathleen Collins    | Karen Cliche        | Sarah Riedel           |
| Detective Peter Chu | Russell Yuen        | Johannes Berenz        |
| Deputy Bret Labelle | Jeff Teravainen     | Peter Sura             |
| McCarty             | Joe Delfin          | Julien Haggège         |
| Lizzie              | Amanda Barker       | Silvia Mißbach         |
| Manny               | Tim Dillon          | Dennis Schmidt-Foß     |
| Lonnie              | Mika Amonsen        | Björn Schalla          |
| Amy                 | Shailyn Griffin     | Alice Bauer            |
| John Carver         | Adam MacDonald      | Torben Liebrecht       |

## Rezeption

### Kritiken
Thanksgiving konnte 84 % der 150 bei Rotten Tomatoes gelisteten Kritiker überzeugen und erhielt dabei eine durchschnittliche Bewertung von 6,8 von 10 Punkten. Als zusammenfassendes Fazit zieht die Seite, dank des bissigen Humors und dem Over-the-top-Gore sei der Film ein Fest für Grindhouse-Fans. Bei Metacritic erhielt Thanksgiving basierend auf 34 Kritiken einen Metascore von 63 von 100 möglichen Punkten.
Zu einem positiven Urteil gelangt Owen Gleiberman von Variety, der Thanksgiving als einen „fröhlich heruntergekommenen Slasher-Film“ mit perfektem Timing beschreibt. Was einst als satirischer Fake-Trailer im Stile kitschige Feiertags-Horrorfilme entstanden sei, fühle sich heutzutage fast schon wie ein angesagter Trashfilm an. Regisseur Eli Roth bediene mit einer Kleinstadt-Seifenoper über Schuldgefühle und gegenseitige Vorwürfe zwar die üblichen Slasher-Regeln, integriere in das altbackene Genre aber auch zeitgenössische Elemente und verpasse dem Film eine unterhaltsame Atmosphäre. So mache sich Thanksgiving geschickt soziale Medien zunutze, während die Eröffnungssequenz eine bissig witzige Gesellschaftssatire sei.
Begeistert zeigt sich auch Charles Bramesco vom Guardian, von dem Thanksgiving als unterhaltsamer, blutiger Horrorfilm beschrieben wird, der für erstklassige Lacher und Schockmomente sorge. Die Spannung und der Humor würden die fein geschliffene Grundlage des Films bilden, der vielleicht nicht sonderlich tiefgründig sei, aber zumindest die Unterhaltung wertzuschätzen wüsste. Regisseur Eli Roth denke dabei in Hooks und Pointen, was zahlreiche Tötungssequenzen erfinderisch, erfrischend und gut getimt mache. Daneben gebe Thanksgiving einen zwar nur wenig subtilen, aber erschreckend plausiblen Kommentar über die groteske kapitalistische Verzerrung des gleichnamigen amerikanischen Feiertages ab. Der mitreißende Prolog sei dabei eine geschickte Umgestaltung der Eröffnungssequenz aus Dawn of the Dead, für die Zombies gegen Konsumenten ausgetauscht wurden.
Frank Scheck vom Hollywood Reporter kommt zu dem Schluss, dass Thanksgiving gerade genug billige, aber einfallsreiche Kills biete, um Genrefans zufriedenzustellen. Regisseur Eli Roth liefere dabei das im Fake-Trailer versprochene Blut ab und erschaffe jede Menge Nervenkitzel mit der nötigen Liebe zum Detail, auch wenn das Endprodukt nicht mehr wirklich dem Grindhouse-Genre zugeordnet werden könne. Stattdessen habe der von Jeff Rendell geschriebene Film einen willkommenen selbstbewussten Humor und einige clevere visuelle Akzente, auch wenn es an Subtilität, unvorhersehbaren Wendungen und guten Dialogen fehle. Der Versuch von Thanksgiving, so einen neuen Kultstatus zu erlangen, sei für Scheck unerreichbar.
Enttäuscht zeigt sich David Fear vom Rolling Stone, für den Thanksgiving nur ein chaotischer und billiger Horrorfilm sei. Wo der Fake-Trailer noch die beste Regiearbeit von Eli Roth gewesen wäre, sei die eigentlich vielversprechende Spielfilmadaption nicht im entferntesten so clever oder kreativ. Stattdessen habe sich Thanksgiving auch optisch vom interessanten Look der 1970er und 1980er Jahre verabschiedete, sei zu lang, bereite weder Schrecken noch Spaß und wäre insgesamt eine schlecht gemachte, kaum funktionierende Mittelmäßigkeit gefüllt mir halbgaren Hommagen. Die unterentwickelte Abfolge von grausamen Tötungen, Verfolgungsjagden mit dem Final Girl und sanften Seitenhieben gegen den Kapitalismus sei dabei jede Menge heiße Luft.

### Einspielergebnis
Am Startwochenende konnte Thanksgiving in den Vereinigten Staaten rund 10,2 Millionen US-Dollar einnehmen und damit einen Großteil seiner auf 15 Millionen US-Dollar geschätzten Produktionskosten wieder einspielen. Die weltweiten Einnahmen aus Kinovorführungen belaufen sich auf 46,6 Millionen US-Dollar, von denen der Film allein 31,9 Millionen im nordamerikanischen Raum erwirtschaften konnte. In Deutschland verzeichnete Thanksgiving insgesamt 120.301 Kinobesucher, durch die er 1,2 Millionen Euro einspielen konnte.

## Fortsetzung
Eine abermals von Eli Roth und Jeff Rendell geschriebene Fortsetzung soll im Jahr 2025 in die Kinos kommen.